# Westerdykella nigra
Westerdykella nigra är en svampart som först beskrevs av Routien, och fick sitt nu gällande namn av Arx 1973. Westerdykella nigra ingår i släktet Westerdykella och familjen Sporormiaceae.   Inga underarter finns listade i Catalogue of Life.